# Antoni Szymanowski
Antoni Szymanowski   (Tomaszów Mazowiecki, 13 de gener de 1951) és un exfutbolista polonès de la dècada de 1970.
Fou 82 cops internacional amb la selecció polonesa amb la qual participà en els Jocs Olímpics d'Estiu de 1972 i 1976 i a la Copa del Món de Futbol de 1974 i 1978.
Pel que fa a clubs, defensà els colors de Gwardia Warszawa, Wisła Kraków i Club Brugge K.V..

## Palmarès
- Copa polonesa de futbol 1967
- Copa Intertoto de la UEFA 1969, 1970 & 1973
- Ekstraklasa 1978
- Jocs Olímpics d'Estiu: 1972